# Liste der Vizegouverneure der Nördlichen Marianen
Diese Liste umfasst die Vizegouverneure des US-Außengebietes der Nördlichen Marianen. Das Amt des Vizegouverneurs existiert seit 1978.
| Name                 | Amtszeit           | Partei         | Bemerkungen |
| -------------------- | ------------------ | -------------- | --- |
| Francisco Ada        | 1978–1982          | Demokrat       | |
| Pedro Agulto Tenorio | 1982–1990          | Republikaner   | |
| Benjamin Manglona    | 1990–1994          | Republikaner   | |
| Jesus Borja          | 1994–1998          | Demokrat       | |
| Jesus Sablan         | 1998–2002          | Republikaner   | |
| Diego Benavente      | 2002–2006          | Republikaner   | |
| Timothy Villagomez   | 2006–2009          | Covenant Party | Timothy Villagomez fungierte vom 9. Januar 2006 bis zu seinem Rücktritt am 24. April 2009 als Vizegouverneur, der wegen einer bevorstehenden Verurteilung wegen Betruges erfolgte.                                                                                                 |
| vakant               |                    |                | |
| Eloy Inos            | 2009–2013          | Covenant Party | Eloy Inos legte am 1. Mai 2009 den Amtseid als Vizegouverneur ab. Im November 2009 wurde er dann für eine fünfjährige Amtsperiode gewählt. Nach dem Rücktritt von Gouverneur Benigno Fitial am 20. Februar 2013 übernahm er entsprechend der Verfassung dessen Amt als Gouverneur. |
| Jude Hofschneider    | 2013–2015          | Republikaner   | |
| Ralph Torres         | Jan. bis Dez. 2015 | Republikaner   | |
| Victor Hocog         | 2015–2019          | Republikaner   | |
| Arnold Palacios      | seit 2019          | Unabhängiger   | Palacios gehörte bis 2021 den Republikanern an. |